# Akka (Maroc)
Pour les articles homonymes, voir Akka.
Akka (en amazighe : Aqqa ⴰⵇⵇⴰ ; en arabe : أقا) est une ville marocaine ayant le statut de municipalité. Elle est située dans la province de Tata et la région de Souss-Massa.

### Sources
- (en) Akka sur le site de Falling Rain Genomics, Inc.